# Voldborg Herred

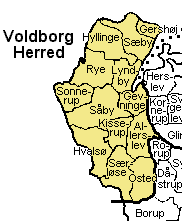
Voldborg Herred

Voldborg Herred was tussen 1793 en 1808 een herred in het voormalige Roskilde Amt in Denemarken. Nadat Roskilde bij Kopenhagen Amt was gevoegd bleef Voldborg deel uitmaken van het amtsraadskreds Roskilde. Het gebied ging in 1970 over naar het heropgerichte Roskilde Amt.

## Parochies
Voldborg omvatte 13 parochies.
- Allerslev
- Gershøj
- Gevninge
- Hvalsø
- Kirke Hyllinge
- Kisserup
- Lyndby
- Osted
- Rye
- Kirke Sonnerup
- Kirke Såby
- Sæby
- Særløse